# Кертес, Михаль
Михаль Кертес (серб. Михаљ Кертес) или Михай Кертес (венг. Kertész Mihály, 29 августа 1947, Бачка-Паланка, НР Сербия, Югославия — 29 декабря 2022, Белград) — сербский государственный служащий и политик. Член Союза коммунистов Югославии с 1974 года, близкий соратник Слободана Милошевича с конца 1980-х годов.

## Биография
Родился в семье Михаля, портного, этнического венгра. Мать-хорватка, Ольга, была домохозяйкой. Михаль учился в начальной и средней школе, в Высшей школе менеджмента по специальности социальная работа в своем родном городе.
Начал работать клерком по социальной работе в муниципальной администрации, в 1974 году вступил в члены Союза коммунистов Югославии. Стал ведущей фигурой в городе Бачка-Паланка в 1981 году, а позже занял пост секретаря городского комитета Союза коммунистов в 1986 году.
Во время антибюрократической революции в поддержку политики Милошевича Кертес инициировал протесты в Бачке-Паланке и привёл протестующих в Нови-Сад, столицу сербского автономного края Воеводина. События, известные как «Йогуртовая революция», привели к отставке руководства края и установлению правления сторонников Милошевича. Заявление Кертеса «Как вы, сербы, можете бояться Сербии, если я, венгр, Сербии не боюсь?» сделало его особенно известным. На выборах президента Сербии в 1989 году получил 8% голосов. Эта деятельность помогла Милошевичу стать президентом Сербии, и в 1990 году Кертес был избран в Собрание Сербии в качестве члена парламента от Гроцки — пригорода Белграда, — хотя он там не жил. В 1991 году он ушёл из поля зрения общественности и под эгидой госбезопасности, накануне войны в Хорватии, разъезжал по населенным сербами районам Хорватии и Герцеговины, раздавая оружие местным сербам. В июле 1991 года он сделал ещё одно историческое заявление в Никшиче: «Здесь мы построим великое сербское государство с границей на левом берегу Неретвы и Дубровником в качестве столицы». Впоследствии он был назначен начальником отдела государственной безопасности Федерального министерства внутренних дел и помощником федерального министра внутренних дел Петра Грачанина (1992—1993). Премьер-министр Милан Панич отстранил его от должности после инцидента на Лондонской конференции, когда было обнаружено, что он уговорил Владислава Йовановича носить с собой секретное подслушивающее устройство и что он слушал на другом конце провода. Кертес был связан с формированием сербских военизированных отрядов в Хорватии (особенно в восточной Славонии) и Боснии и Герцеговине в 1992 и 1993 годах.
Кертес достиг наивысшего и самого прибыльного пика своей карьеры, когда в 1993 году он был назначен главой югославской таможни и занимал этот пост до 6 октября 2000 года. Эта должность позволяла ему облагать товары необходимыми налогами, а таможенные пошлины функционировали как теневой государственный бюджет. Они были финансовым источником для широкого круга операций, включая финансирование военизированных формирований в войнах в Хорватии и Боснии и Герцеговине, отмывание денег в иностранных оффшорных банках и наполнение частных карманов людей, близких к Милошевичу. Он пользовался доверием Милошевича на протяжении всего своего пребывания в должности. Санкции ООН означали, что весь прибыльный оборот товаров, особенно таких, как табак и нефть, должен был эффективно ввозиться контрабандой, что было привилегией, которая была предоставлена только избранным. Сын Милошевича, Марко, имел действительную монополию на продажу сигарет Phillip Morris в Союзной Республике Югославии. Со своей должности Кертес раздавал огромное количество подарков, в основном автомобили и предметы роскоши, а получатели помощи варьировались от слаборазвитых деревень через различных государственных и местных чиновников до различных полицейских, военных и военизированных подразделений. Во время своего правления он был человеком неограниченной власти в своем родном городе Бачка-Паланка. Помимо его любви к рыбалке с использованием сетей и динамита, его также помнят за то, как он вёл бронированный лимузин к дому своей матери через город. Он имел право уволить всех, кто ему не нравился, и предоставлял льготы лояльным. Город предоставил около 800 таможенников из 2300 в стране во время его мандата.
После свержения Милошевича Кертес был осуждён и выступал свидетелем на нескольких процессах.
В декабре 2010 года сербский суд приговорил его к восьми годам тюремного заключения за злоупотребление служебным положением. Согласно обвинительному акту, он был членом преступной группы, которая спровоцировала исчезновение государственных средств на Кипре и таким образом нанесла ущерб государству в размере 60 миллионов евро, поскольку средства приносили пользу не государству, а Социалистической партии Сербии и различным структурам службы безопасности.
Кертес умер в Белграде 29 декабря 2022 года в возрасте 75 лет. Был женат, оставил двоих детей.